# Epitrix cucumeris
Epitrix cucumeris es una especie de insecto coleóptero de la familia Chrysomelidae.
Fue descrita científicamente en 1851 por Harris.